# ادوارد جیمز مونتاگو-استوارت-ورتلی
ادوارد جیمز مونتاگو-استوارت-ورتلی (انگلیسی: Edward Montagu-Stuart-Wortley; ۳۱ ژوئیهٔ ۱۸۵۷ – ۱۹ مارس ۱۹۳۴) فرد نظامی اهل بریتانیا بود. وی همچنین برندهٔ جوایزی همچون نشان حمام و نشان سلطنتی ویکتوریایی شده‌است.